# 脇田竜蔵
脇田 竜蔵（わきた りゅうぞう、3月11日 - ）は、日本の男性声優、舞台俳優。鹿児島県出身。アミューズメントメディア総合学院出身。
以前は元氣プロジェクト、オフィス ワタナベに所属していた。

## 出演

### テレビアニメ
2009年
- 真・恋姫†無双（義勇軍、黄巾党、山賊、ファン）

2010年
- FAIRY TAIL（第1期 第18話）

### ゲーム
- サムライスピリッツ閃（2008年、クロード）[1]

### 舞台
- 劇団しし座公演 アトムへの伝言（2006年、HEP HALL） - テレビ局スタッフ 役[4]
- オペラ ワルキューレ（東京二期会オペラ劇場）[1]
- オペラ エフゲニー・オネーギン（東京文化会館）[1]
- オペラ 椿姫（神奈川国際芸術フェスティバル）[1]

### ラジオ番組
- アニたまどっとコム（2006年、ラジオ関西） - 3月ブリッジナビゲーター[2]